# 고토우라정
고토우라정(일본어: 琴浦町 고토우라초[*])은 일본 돗토리현의 중앙에 위치하고 동해와 접하는 도하쿠군의 정이다.
정명은 일찍이 해안 일대가 "고토노우라(琴ノ浦, 거문고 해안)"로 불렸던 것에서 유래한다.

## 인접한 자치체
- 구라요시시
- 도하쿠군 호쿠에이정
- 사이하쿠군 다이센정
- 히노군 고후정

## 역사
- 2004년 9월 1일 - 도하쿠군의 도하쿠정(東伯町)과 아카사키정(赤碕町)이 합병해 탄생했다.

## 교통

### 철도
- 서일본 여객철도 산인 본선

### 도로
- 산인 자동차도(일본어판)
- 국도 9호선

## 자매 도시
- 대한민국 강원특별자치도 인제군